# Regis University

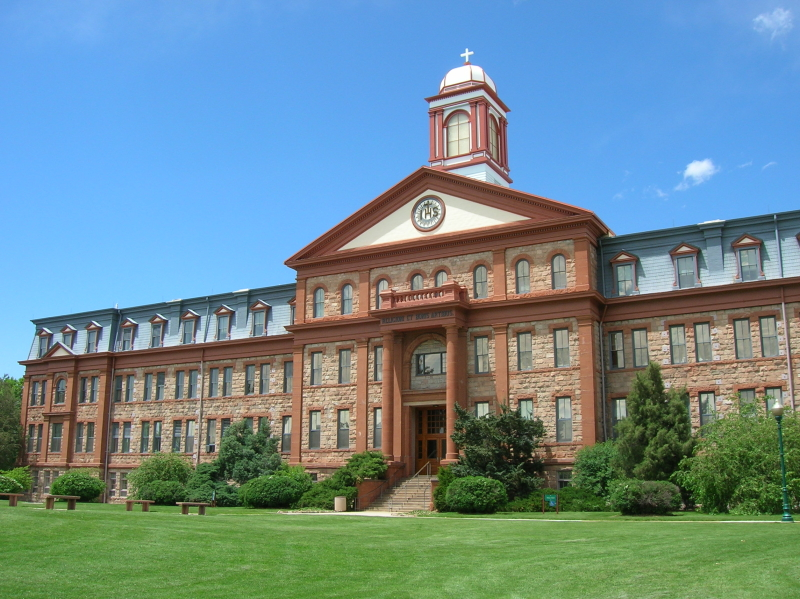
Main Hall

Die Regis University ist eine römisch-katholische Universität in Denver im US-Bundesstaat Colorado. Die Hochschule ist Mitglied der Association of Jesuit Colleges and Universities. Die Universität verfügt über ein 19-Jahres-Ranking in Folge als Top-Schule in den westlichen Vereinigten Staaten.
Die Gründung erfolgte 1877 durch die Ordensgemeinschaft der Jesuiten. 

## Standorte
Die Universität verfügt mit Stand 2022 über drei Standorte in Colorado, die sich alle  innerhalb der Metropolregion Denver befinden:
- Lowell nordwestlich von Denver (Zentral-Campus)
- Thornton, wo die Ausbildung in Beratung und Familientherapie erfolgt[6]
- Denver Tech Center in Greenwood Village (Colorado) mit den Studiengängen Wirtschaft und Informatik[6]

Früher hatte die Universität noch weitere Niederlassungen. Die in Longmont (Colorado) wurde 2011 geschlossen, die in Henderson in der Nähe von Las Vegas in Nevada 2013. Auch die weiteren Niederlassungen in Colorado Springs und Broomfield (innerhalb der Metropolregion Denver) bestehen nicht mehr.

## Zahlen zu den Studierenden, den Dozenten und zum Vermögen
Im Herbst 2020 waren 6.310 Studierende an der Regis University eingeschrieben. Davon strebten 3.197 (50,7 %) ihren ersten Studienabschluss an, sie waren also undergraduates. Von diesen waren 62 % weiblich und 38 % männlich; 5 % bezeichneten sich als asiatisch, 4 % als schwarz/afroamerikanisch, 24 % als Hispanic/Latino und 50 % als weiß. 3.113 (49,3 %) arbeiteten auf einen weiteren Abschluss hin, sie waren graduates. Es lehrten 767 Dozenten an der Universität, davon 308 in Vollzeit und 459 in Teilzeit. 2009 waren an der Regis University 15.267 Studierende eingeschrieben gewesen. 
Der Wert des Stiftungsvermögens der Universität lag 2021 bei 92,2 Mio. US-Dollar und damit 28,9 % höher als im Jahr 2020, in dem 71,5 Mio. US-Dollar betragen hatte.

## Sport
Die Sportteams sind die Rangers. Die Hochschule ist Mitglied in der Rocky Mountain Athletic Conference.